# 福田敬二
福田敬二（英語：Keiji Fukuda，日语：／ Fukuda Keiji，1955年—），美籍日裔流行病學家及醫生，專長為流行性感冒研究。2009至2016年是世界衛生組織助理总干事，2017至2021年為香港大學李嘉誠醫學院公共衛生學院院長。

## 早年生活及教育
福田敬二生于日本东京都一个医生家庭；其父是一名麻醉科醫生，其母則是婦產科醫生。福田敬二一家於1955年移民美国，其父兩年後開始在佛蒙特州的巴里執業。福田敬二父母分別於2006年和1993年離世；其姊是一名老師，而其弟則是泌尿外科醫生。
在他的一位中學老師支持下，福田敬二於1973年進入欧柏林学院，並在1978年毕业。他原本想加入電影業，不願意追隨父母步伐，但最後仍進入佛蒙特大学醫學院（今羅伯特·拉纳医学院）就讀醫學，並在1984年毕业。
在醫學院第二和三年之間，福田敬二在印度的泰米尔纳德邦逗留了6個月。他跟當地的原住民合作，更使他肯定自己在國際衛生的興趣。他接著在三藩市的錫安山醫院（今加州大學舊金山分校醫學中心一部份）完成內科實習。1988年，他開始在加州大学伯克利分校就讀公共卫生硕士，1年後畢業。

## 職業生涯
獲公共卫生硕士後，福田敬二在舊金山灣區專治麻风病和结核病的診所工作，後前往喬治亞州亞特蘭大的美国疾病控制与预防中心（疾控中心），接受流行病调查培訓。完成培訓後，他加入疾控中心的病毒性皮疹與疱疹病毒組。當時，學術界認為慢性疲勞症候群由長期的疱疹病毒感染引起，因此該小組亦負責此疾病。1994年，福田敬二帶領的委員會修改慢性疲勞症候群的定義，並被廣泛採用。
1996年，在疾控中心流感部的邀請下，福田敬二成为該部門的流行病學與預防處主任。這段期間，他多次帶領調查禽流感爆發，包括1997年香港及2004年越南的疫情。他也是2003年，在中國調查嚴重急性呼吸系統綜合症疫情的世界衛生組織專家組成員之一。
2005年，福田敬二加入世界卫生组织（世衛），成為全球流感規劃處一名科學主任。翌年，他獲晉升為管理主任（coordinator），並再於2008年成為處長。2009年3月，福田敬二被任命為世衛衛生安全及環境臨時助理總幹事。2009年豬流感疫情期間，他經常代表世衛會見記者，因而被稱為世衛的「流感主任」（"flu chief"）。他當時承認疫情期間世衛與各方溝通不足。疫情期間，他同時是世衛大流行流感總幹事特別顧問。
2010年，福田敬二正式成為衛生安全及環境助理总干事，直至2015年轉為抗微生物药物耐药性事务助理总干事暨总干事特別代表。
2016年12月，福田敬二加入香港大学李嘉誠醫學院公共卫生学院，先任職临床教授，後在翌年兼任院長。
嚴重特殊傳染性肺炎疫情期間，他是四位向香港政府提供抗疫意見的專家之一，並不時接受媒體採訪。
2020年10月，香港大學據報不會和福田敬二續約，並指跟其已達60歲退休年齡有關。但後來有報導指，福田敬二原本已通過學術審查，惟最終被香港大學校長張翔否決，表示其未達「頂尖」要求。他於2021年12月1日退任嚴重特殊傳染性肺炎政府專家組，並於12月8日離開港大，回到亞特蘭大退休。